# Epiplema
Epiplema is een geslacht van vlinders uit de familie van de uraniavlinders (Uraniidae).

## Soorten
Deze lijst van 330 stuks is mogelijk niet compleet.
- E. acinacidaria (Herrich-Schäffer, 1855)
- E. acutangularia (Herrich-Schäffer, 1855)
- E. adamantina (Inoue, 1998)
- E. adjectaria (Walker, 1861)
- E. adornata (Warren, 1907)
- E. aeolis (Schaus, 1913)
- E. aequisecta (Warren, 1907)
- E. alabastraria (Warren, 1903)
- E. albida (Hampson)
- E. albidaria (Walker, 1866)
- E. albiocellata (Warren, 1897)
- E. albipennaria (Herrich-Schäffer, 1855)
- E. albipunctata (Warren, 1896)
- E. ambusta (Warren, 1896)
- E. amoena (Swinhoe, 1902)
- E. amorata (Packard, 1876)
- E. amygdalipennis (Warren, 1897)
- E. andringitra (Boudinot, 1982)
- E. angulata (Warren, 1896)
- E. ankafina (Boudinot, 1982)
- E. anomala (Janse, 1932)
- E. ansorgei (Warren, 1901)
- E. apicalis (Hampson)
- E. arcuata (Warren, 1896)
- E. arenosa (Fletcher D. S., 1968)
- E. argentisparsa (Hampson, 1896)
- E. argillodes (Turner, 1903)
- E. arizana (Matsumura, 1931)
- E. asinina (Warren, 1905)
- E. atrifasciata (Warren, 1899)
- E. atrilinea (Dognin, 1911)
- E. aurata (Pagenstecher, 1888)
- E. auroguttata (Poujade, 1895)
- E. azela (Butler, 1876)
- E. baligrodana (Toll, 1858)
- E. baliocosma (Fletcher D. S., 1968)
- E. barbara (Warren, 1899)
- E. basipuncta (Warren, 1900)
- E. becki (Hayes, 1975)
- E. bellissima (Warren, 1900)
- E. bicaudata (Moore, 1867)
- E. bicolor (Warren, 1899)
- E. bidens (Felder & Rogenhofer, 1875)
- E. bidentata (Heylaerts, 1892)
- E. bilineata (Dognin, 1910)
- E. bipartaria (Walker, 1862)
- E. bipunctigera (Warren, 1907)
- E. birostrata (Guenée, 1852)
- E. bistrigata (Walker, 1862)
- E. boarmiata (Rothschild, 1916)
- E. bongo (Boudinot, 1982)
- E. brunnea (Warren, 1905)
- E. buruana (Holland, 1900)
- E. caerulimargo (Holloway, 1976)
- E. caesia (Warren, 1897)
- E. caesiogrisea (Warren, 1907)
- E. caligata (Warren, 1907)
- E. canibrunnea (Warren, 1906)
- E. carayoni (Boudinot, 1982)
- E. carbo (Warren, 1902)
- E. carilla (Druce, 1892)
- E. carmona (Swinhoe, 1902)
- E. casbiata (Warren, 1906)
- E. cassera (Druce, 1892)
- E. castanea (Warren, 1898)
- E. catenigera (Warren, 1905)
- E. cerataria (Walker, 1861)
- E. certiorata (Pearsall, 1906)
- E. cervinaria (Moore, 1867)
- E. cinerella (Warren, 1906)
- E. clathrata (Warren, 1896)
- E. coelisparsa (Dognin, 1910)
- E. coeruleodisca (Warren, 1896)
- E. coeruleotincta (Warren, 1896)
- E. columba (Holloway, 1976)
- E. columbaris (Butler, 1889)
- E. columbicolor (Warren, 1907)
- E. commixtata (Warren, 1904)
- E. concinnula (Warren, 1891)
- E. configurata (Warren, 1906)
- E. conflictaria (Walker, 1861)
- E. confuscata (Warren, 1909)
- E. coronaria (Schaus, 1913)
- E. costilinea (Joicey & Talbot, 1921)
- E. cretacea (Butler, 1881)
- E. cretistriga (Warren, 1905)
- E. cretosa (Swinhoe, 1902)
- E. curvilinea (Warren, 1896)
- E. chalybeata (Walker, 1861)
- E. chremesaria (Schaus, 1913)
- E. dadanti (Viette, 1975)
- E. dealbata (Warren, 1906)
- E. delicatula (Warren, 1897)
- E. demptaria (Walker, 1862)
- E. denigrata (Warren, 1896)
- E. dentifera (Warren)
- E. deolis (Schaus, 1903)
- E. desistaria (Walker, 1861)
- E. despecta (Warren, 1906)
- E. detecta (Warren, 1906)
- E. detersaria (Walker, 1866)
- E. discata (Warren, 1897)
- E. distincta (Walker, 1861)
- E. diversipennis (Warren, 1899)
- E. dobboensis (Pagenstecher, 1886)
- E. dohertyi (Warren, 1904)
- E. draco (Warren, 1897)
- E. dryopterata (Grote, 1868)
- E. edentata (Hampson)
- E. enthearia (Swinhoe, 1906)
- E. equinata (Guenée, 1852)
- E. erasaria (Christoph, 1881)
- E. eupeplodes (Warren, 1906)
- E. excludaria (Möschler, 1890)
- E. excoria (Warren, 1906)
- E. exornata (Eversmann, 1837)
- E. exsanguis (Warren, 1905)
- E. facilis (Warren, 1907)
- E. falcata (Hampson, 1902)
- E. falcigera (Warren, 1908)
- E. ferraria (Walker, 1861)
- E. figuraria (Walker, 1861)
- E. flavida (Warren, 1909)
- E. flavigutta (Warren, 1896)
- E. flavistriga (Warren, 1901)
- E. fletcheri (Boudinot, 1982)
- E. flexifascia (Warren, 1906)
- E. focilloides (Pagenstecher, 1884)
- E. foedicosta (Warren, 1907)
- E. fucina (Swinhoe, 1902)
- E. fulvata (Warren, 1896)
- E. fulvigrisea (Warren)
- E. fulvihamata (Hampson, 1912)
- E. fulvilinea (Hampson)
- E. fulvitincta (Dognin, 1911)
- E. funesta (Warren, 1907)
- E. furcillata (Felder & Rogenhofer, 1875)
- E. grisea (Warren, 1896)
- E. griveaudi (Boudinot, 1982)
- E. guttata (Warren, 1905)
- E. hapala (Tams, 1935)
- E. herbuloti (Boudinot, 1982)
- E. hians (Felder & Rogenhofer, 1876)
- E. himala (Butler, 1880)
- E. himerata (Walker, 1862)
- E. holosticta (Hampson, 1902)
- E. hyperbolica (Swinhoe, 1885)
- E. ignefumata (Warren, 1907)
- E. ignefusa (Warren, 1907)
- E. illineata (Warren, 1899)
- E. illota (Dognin, 1911)
- E. illotata (Christoph, 1880)
- E. imella (Druce, 1899)
- E. incendiata (Guenée, 1852)
- E. incisaria (Walker, 1861)
- E. inclarata (Walker, 1866)
- E. incolorata (Guenée, 1857)
- E. incongrua (Butler)
- E. inconspicua (Janse, 1932)
- E. indignaria (Walker, 1866)
- E. inelegans (Warren, 1898)
- E. ineptaria (Möschler, 1890)
- E. inhians (Warren, 1896)
- E. innocens (Warren, 1906)
- E. inquinata (Warren, 1903)
- E. instabilata (Walker, 1866)
- E. integrata (Guenée, 1852)
- E. integratissima (Dalla Torre, 1924)
- E. intervenata (Warren, 1897)

- E. labecula (Swinhoe, 1902)
- E. lacerataria (Walker, 1861)
- E. lacteata (Holland, 1900)
- E. lemairei (Boudinot, 1982)
- E. leucosema (Turner, 1911)
- E. leucospilaria (Walker, 1861)
- E. lignicolor (Dognin, 1902)
- E. lituralis (Warren, 1896)
- E. lomalangi (Robinson, 1975)
- E. lucinotata (Walker, 1862)
- E. lucisquamata (Warren, 1904)
- E. lustrata (Schaus, 1913)
- E. lypera (Tams, 1935)
- E. malagasy (Boudinot, 1982)
- E. mamillata (Felder & Rogenhofer, 1875)
- E. melanosticta (de Joannis, 1915)
- E. meridiana (Inoue, 1982)
- E. mixtilinea (Warren, 1907)
- E. moratoria (Leech, 1897)
- E. moza (Butler, 1878)
- E. mozzetta (Inoue, 1982)
- E. nana (Warren, 1896)
- E. negro (Warren, 1901)
- E. nictitans (Warren, 1897)
- E. nigricans (Dognin, 1911)
- E. nigrifrons (Hampson, 1896)
- E. nigrocapitata (Snellen, 1874)
- E. nigrocupreata (Walker, 1861)
- E. nigrodorsata (Warren, 1901)
- E. nigromaculata (Pagenstecher, 1886)
- E. nigropustulata (Warren, 1905)
- E. nivea (Hampson, 1902)
- E. niveinotata (Walker, 1862)
- E. niveipuncta (Warren, 1897)
- E. nivosaria (Walker, 1866)
- E. nubifasciaria (Leech, 1897)
- E. nymphaeata (Warren, 1902)
- E. obliquefascia (Dognin, 1902)
- E. obliteraria (Walker, 1861)
- E. obliviaria (Walker)
- E. obvallataria (Möschler)
- E. ocalea (Druce, 1892)
- E. oculifera (Warren, 1896)
- E. ocusta (Swinhoe)
- E. ochreofumosa (Warren, 1896)
- E. ochrimedia (Warren)
- E. okinawana (Matsumura, 1931)
- E. oliviaria (Walker, 1861)
- E. opigena (Druce, 1892)
- E. oppositata (Walker, 1862)
- E. ora (Druce)
- E. oriocharis (West, 1932)
- E. ornata (Jones, 1921)
- E. oxytypa (Turner, 1903)
- E. oyamana (Matsumura, 1931)
- E. pallidistriata (Warren, 1899)
- E. pallifrons (Warren, 1904)
- E. paradeicta (Warren, 1897)
- E. particolor (Warren, 1896)
- E. parvaria (Walker, 1861)
- E. pauliani (Boudinot, 1982)
- E. pauxillata (Snellen, 1894)
- E. pectinicornis (Hampson, 1896)
- E. perineti (Boudinot, 1982)
- E. perpulchra (Warren, 1902)
- E. petasitis (Toll, 1958)
- E. peyrierasi (Boudinot, 1982)
- E. plagifera (Butler, 1881)
- E. planilinea (Swinhoe, 1901)
- E. poecilaria (Swinhoe, 1905)
- E. polei (Hampson, 1907)
- E. praeflorata (Möschler, 1886)
- E. proclivaria (Schaus, 1913)
- E. pseudobidens (Strand, 1924)
- E. pseudomoza (Strand, 1916)
- E. pulveralis (Janse, 1932)
- E. puncticulosa (Inoue, 1998)
- E. purpurata (Dognin, 1911)
- E. quadricaudata (Walker, 1861)
- E. quadripunctata (Wileman, 1916)
- E. quadristrigata (Walker, 1866)
- E. quadruncata (Walker, 1862)
- E. rapha (Butler, 1876)
- E. raripuncta (Dognin, 1902)
- E. rectangularia (Jones, 1921)
- E. rectilinea (Warren, 1904)
- E. rectimarginata (Hampson, 1902)
- E. reducta (Janse, 1932)
- E. repandaria (Walker, 1869)
- E. restricta (Hampson)
- E. retracta (Hampson, 1898)
- E. reversata (Warren, 1907)
- E. rhacina (Swinhoe, 1917)
- E. rostrifera (Warren, 1904)
- E. rotunda (Warren, 1909)
- E. rotundata (Warren, 1905)
- E. rufimargo (Warren, 1896)
- E. rufula (Warren, 1900)
- E. ruptaria (Moore, 1883)
- E. ruptifascia (Warren, 1897)
- E. saccata (Holloway, 1998)
- E. scabra (Warren, 1904)
- E. scissata (Walker, 1866)
- E. scripta (Talbot, 1929)
- E. schematica (Turner, 1911)
- E. schidacina (Butler, 1881)
- E. semipicta (Warren, 1904)
- E. sigillata (Mabille, 1897)
- E. signifera (Warren, 1902)
- E. similaria (Walker, 1861)
- E. similata (Dalla Torre, 1924)
- E. simmondsi (Robinson, 1975)
- E. simplex (Warren, 1899)
- E. smarti (Holloway, 1976)
- E. sogai (Boudinot, 1982)
- E. sordida (Warren, 1896)
- E. sparsipunctata (Warren, 1903)
- E. spissata (Warren, 1899)
- E. sponsa (Swinhoe, 1895)
- E. sporocosma (Fletcher D. S., 1968)
- E. sreapa (Swinhoe)
- E. stereogramma (Turner, 1903)
- E. stigmatalis (Warren, 1903)
- E. straminea (Warren, 1907)
- E. styx (Butler, 1881)
- E. subalbata (Guenée, 1852)
- E. subdistincta (Warren, 1905)
- E. subflavida (Swinhoe, 1906)
- E. subpatulata (Walker, 1862)
- E. subsignaria (Walker, 1861)
- E. subtruncata (Walker, 1862)
- E. suffusa (Swinhoe, 1902)
- E. suisharyonis (Strand, 1916)
- E. sulcata (Warren, 1907)
- E. taminata (Warren, 1906)
- E. tenebrosa (Hampson)
- E. thiocosma (Turner, 1911)
- E. toulgoeti (Boudinot, 1982)
- E. transgrisea (Holloway, 1976)
- E. triangulifera (Warren, 1905)
- E. tristis (Janse, 1932)
- E. triumbrata (Warren, 1902)
- E. truncataria (Walker, 1861)
- E. turbidaria (Walker, 1862)
- E. turbinata (Warren, 1907)
- E. umbrimargo (Warren, 1905)
- E. unangulata (Warren, 1896)
- E. urapterygia (Rothschild, 1916)
- E. ustanalis (Warren, 1905)
- E. ustiplaga (Warren, 1905)
- E. vacuata (Warren, 1905)
- E. veninotata (Warren, 1906)
- E. vermiculata (Dognin, 1911)
- E. vialactea (Warren, 1906)
- E. viettei (Boudinot, 1982)
- E. vinculata (Warren, 1905)
- E. vulpecula (Warren, 1904)
- E. warreni (Rothschild, 1916)
- E. warreniana (Dalla Torre, 1924)
- E. wilemani (West, 1932)
- E. wollastoni (Rothschild, 1916)